# Delsbo IF
Delsbo IF är en idrottsförening från Delsbo i Hälsingland, bildad 1912. Föreningens första styrelse utgjordes av artonårige ordförande Knut Paulsson, jämte C.J. Andersson, Bertil Söderlind, Gottfrid Paulsson och J.P. Hansén. Föreningen är idag verksam inom brottning, discgolf, fotboll, innebandy längdskidåkning och volleyboll. Tidigare har även badminton, friidrott, simning bedrivits inom föreningens regi.

## Längdskidor
Föreningen har noterat stora framgångar i längdskidåkning. Elsa Jonzon bärgade hälsingeklubbens första SM-guld vid SM i Umeå 1931. Jonzon återupprepade bedriften vid SM i Boden två år senare. Under 1970-talet dominerade Eva Olsson skidåkningen i Sverige. Åren 1972-1980 vann Olsson inte mindre än 12 individuella SM-guld. Delsbo IF:s damer vann under perioden också sex SM-guld i stafett i följd. Thomas Magnuson anslöt till klubben som junior 1969. Som senior vann Magnusson tio individuella SM-guld för klubben samt blev världsmästare över 30 kilometer i Falun 1974 och avgjorde stafettbataljen mot finnarna i Lahtis-VM 1978. VM-stafetten avgjorde Magnusson med ett häftigt ryck, varpå backen där han ryckte därefter benämns "Magnussonbacken". David ”Dalle” Johansson vann Vasaloppet 1961 i klubbens färger.

## Fotboll
Fotbollen har varit med föreningen sedan starten. Föreningens herrlag har som bäst nått rikets tredje högsta serienivå: division III 1953/1954, 1955/1956-1956/1957, 19661982-1983, samt division II 1989, höstserien 1992, 1993, 1995 och 1997. Således 10,5 säsonger i divisioner som idag motsvaras av ettan. Damlaget har spelat en säsong på motsvarande nivå, detta skedde när laget kom sist i division II södra Norrland 1996. Säsongen 2022 spelade herrlaget i division IV och damlaget i division III.